# نارو-1
نارو-1 (بالكورية: 나로호)، سُمي سابقًا مركبة الإطلاق الفضائي الكورية، هو أول صاروخ حامل من إنتاج كوريا الجنوبية. في 30 يناير، 2013، نجحت مركبة نارو-1 الثالثة في وضع القمر الصناعي إس تي سات - 2 سي في المدار الأرضي المنخفض. تولى بناء الصواريخ المعهد الكوري لأبحاث الفضاء، وكوريا للطيران، وقدمت إن به أو إنرجوماش المرحلة الأولى في الصواريخ. كانت الإطلاقات من مركز نارو الفضائي.

## الرحلة الثالثة
تأجل إطلاق الرحلة الثالثة مرتين، إذ كان من المقرر إطلاق الصاروخ في 26 أكتوبر 2012، إلى أن اكتشف تسرب في الوقود في الوصلة بين منصة الإطلاق والمرحلة الأولى من الصاروخ. المرة الثانية، كانت لإطلاق مقرر في 29 نوفمبر 2012، وذلك لخلل اكتشف قبل دقائق من الإطلاق. 
أطلق الصاروخ أخيرًا في 30 يناير، 2013 في الساعة الرابعة بعد الظهر بالتوقيت المحلي، وذلك من مركز نارو الفضائي الذي يبعد عن العاصمة سيول بأربعمائة كيلو متر. وشاركت القوات البحرية في تأمين عملية الإطلاق، إذ وضعت زوارق سريعة وسفن دورية في المنطقة.